# Keone Maho
Keone Maho (Maastricht, 11 juni 2002) is een Nederlands voetballer die als aanvaller voor MVV Maastricht speelt.

## Carrière
Keone Maho speelde in de jeugd van RKVVL/Polaris en MVV Maastricht. Hij debuteerde in het betaald voetbal voor MVV op 9 oktober 2021, in de met 2-0 verloren uitwedstrijd tegen VVV-Venlo. Hij kwam in de 66e minuut in het veld voor Mitchy Ntelo.

### Statistieken
| Seizoen                       | Club           | Land           | Competitie     | Competitie | Competitie | Beker | Beker | Totaal | Totaal |
| Seizoen                       | Club           | Land           | Competitie     | Wed.       | Dlp.       | Wed.  | Dlp.  | Wed.   | Dlp.   |
| ----------------------------- | -------------- | -------------- | -------------- | ---------- | ---------- | ----- | ----- | ------ | ------ |
| 2021/22                       | MVV Maastricht | Nederland      | Eerste divisie | 1          | 0          | 0     | 0     | 1      | 0      |
| Carrièretotaal                | Carrièretotaal | Carrièretotaal | Carrièretotaal | 1          | 0          | 0     | 0     | 1      | 0      |
| Bijgewerkt op 21 januari 2022 |                |                |                |            |            |       |       |        |        |